# کمونیسم لوکس کاملاً خودکار
کمونیسم لوکس کاملاً خودکار: یک مانیفست کتابی است از آرون باستانی که اولین بار توسط Verso Books در سال 2019 منتشر شد. این کتاب استدلال می‌کند که می‌توان از فناوری برای ایجاد یک اقتصاد پس از کمبود با رفاه گسترده استفاده کرد.

## خلاصه داستان
این کتاب استدلال می‌کند که تاریخ بشر را می‌توان به سه دوره وسیع تقسیم کرد که هر کدام با تغییرات اساسی در فناوری مشخص می‌شوند: ماقبل تاریخ تا طلوع کشاورزی، کشاورزی تا انقلاب صنعتی و دوره کنونی که با گسترش انفجاری فناوری اطلاعات مشخص می شود.
باستانی پیشنهاد می‌کند که رونق حاصل از فناوری با مدل‌های معاصر سرمایه‌داری ناسازگار است. در حالی که سرمایه داری حول منطق کمیابی سازماندهی شده است، شکوفایی با واسطه تکنولوژی که او پیش بینی می کند با فقدان کمبود مشخص می شود.